# Joia rara
 (срп. Ретки драгуљ) бразилска је теленовела, продукцијске куће Реде Глобо, снимана током 2013. и 2014.
Добитница је међународне награде Emmy у категорији за најбољу теленовелу 2014.

## Синопсис
Година је 1934. двојица наводне браће преживе лавину на Хималајима. Милионера Франца Хаусера спасили су будистички монаси, а Манфреда група пењача. Манфред се враћа у Бразил и крије језиву тајну: он је онеспособио Францову опрему. Због Францове смрти Манфреду се отвара могућност да заузме његово место у породичној фирми. Након низа интензивних потрага за сином, арогантни Ернест Хаусер поверује да је Франц мртав, па Манфреда именује директором групације Хаусер. Након опоравка у манастиру, Франц се спријатељи са духовним вођом Анандом. Пре повратка у Бразил, монарх му каже да ће се поновно срести у будућности. Франц стиже кући, а Ернест и синови му се веселе. Манфред је разочаран и смишља нове планове како ће га уклонити. Игром судбине Амелија привуче Францову пажњу након што упадне у кућу Хаусерових како би протестовала због отказа свог колеге. Њих се двоје заљубе и упркос противљењу породице и Манфредових сплетки, њих двоје на свет донесу кћерку Перолу. Због свекрових сплетки Амелија завршава у затвору, а старатељство над њеном кћерком преузима Францова породица.
Након смрти будисте Ананде, његови ученици путују у Бразил у потрагу за особом у коју се наводно реинкарнирао. Сви знакови упућују на Перолу. Франц не верује монасима, али Амелија прихвата њихове доказе. Девојчица једва чека да започне школовање у манастиру. Она је кључна да би се љубавни жар њених родитеља одржао и како би се сукоби смирили.
Манфред и даље завиди Францу и не штеди енергију како би уништио Хаусере. Његов нови план је тај да се удружи са Силвијом, дизајнерком накита која жели да освети очеву смрт. Њен отац је био неправедно ухапшен због Ернеста. Заједно ће све чинити да раздвоје Амелију и Франца.
Амелија и брат Мундо живе у сиротињској кући са радницима. Мундо је Ернестов је непријатељ и предводи радничке побуне против опресивног послодавца. Њихово супарништво се продубљује милионеровом љубави према Јоланди која је заљубљена у Мунда. Сиротињско насеље у коме живе је поприште разних паралелних прича у којима се мукотрпни начин живота испреплиће са причама о љубави и освети.

## Улоге
| Глумац:             | Улога:                         |
| ------------------- | ------------------------------ |
| Бруно Галијасо      | Франц Хаусер                   |
| Бјанка Бин          | Амелија Фонсека                |
| Наталија Дил        | Силвија Зампари                |
| Жозе де Абреу       | Ернест Хаусер                  |
| Мел Маја            | Перола Хаусер / Ананда Ринпоше |
| Кармо Дала Векија   | Манфред Дуке                   |
| Каролина Дикман     | Јоланда Лопез                  |
| Домингос Монтагнер  | Рајмундо „Мундо”               |
| Рафаел Кардозо      | Виктор Хаусер                  |
| Маријана Шименес    | Аурора Линколн                 |
| Леандро Лима        | Дави Монтеиро                  |
| Тјаго Ласерда       | Антонио „Тони”                 |
| Луиза Валдетаро     | Илда Хаусер / Селија Алвез     |
| Ана Лусија Торе     | Жертруде Хаусер                |
| Каио Блат           | Сонан Гитазо                   |
| Летисија Спилер     | Лола Гардел                    |
| Педро Неслинг       | „Арлиндињо”                    |
| Симоне Гутјерез     | Серена Фокс                    |
| Фабиула Насименто   | Матилде Мејер                  |
| Маркос Карузо       | Арлиндо Пашеко                 |
| Роси Кампос         | Мижелина Видал                 |
| Танија Калил        | Далија Ернандез                |
| Ана Сесилија Коста  | Гаја Петра                     |
| Анжело Антонио      | Тенпа Нингпо                   |
| Луис Густаво        | Аполонио Фонсека               |
| Тјаго Абраванел     | Одлион Маскарењас              |
| Рикардо Переира     | Фабрисио                       |
| Режиналдо Фариа     | Венсеслау Лопез                |
| Силвија Салгадо     | Пилар Дуарте                   |
| Марсело Медиси      | Жоел                           |
| Нисет Бруно         | „Сантиња”                      |
| Клаудија Охана      | Лаура                          |
| Леополдо Пашеко     | Валтер Пасос                   |
| Мижел Ромуло        | Дезио Пасос                    |
| Ђована Евбанк       | Кристина                       |
| Луана Мартау        | Клео                           |
| Жулијана Лохман     | Белмира Видал                  |
| Норма Блум          | Франсеска Балду                |
| Кристијане Аморим   | Зефиња                         |
| Клаудија Мизура     | Консесао                       |
| Антеро Монтенегро   | Бенито Бесера                  |
| Аниња Лима          | Зилда                          |
| Гута Руиз           | Елиса                          |
| Икаро Силва         | Артур                          |
| Шанде Валоис        | Тавињо / Ђузепе                |
| Какау Протаисо      | Линда „Линдиња”                |
| Жорже Маја          | Сисеро Мартинели               |
| Ланд Виеира         | Исаиас Мартинели               |
| Маркос Дамижо       | др. Рубенс                     |
| Аделио Лима         | Жосијас                        |
| Глисерио до Росарио | Етелвино                       |
| Ренато Гоез         | Нуно                           |
| Висентини Гомез     | Делгадо Ермес                  |
| Паула Бурламаки     | Волпина Сојтена                |
| Карине Карваљо      | Роса                           |
| Марија Гал          | Маргарида                      |
| Армандо Бабајоф     | Адербал                        |
| Жа Мартинз          | Бибијана                       |
| Клементино Келе     | Еуфрасио Рибеиро               |
| Адријано Болши      | Ригпа                          |
| Фабио Јошихара      | Жампа Јоунтен                  |
| Адријано Алвез      | Норбу                          |
| Жоао Фернандез      | Петелеко                       |
| Мабел Сезар         | Елвира                         |